# Kreuzweg (Rott)

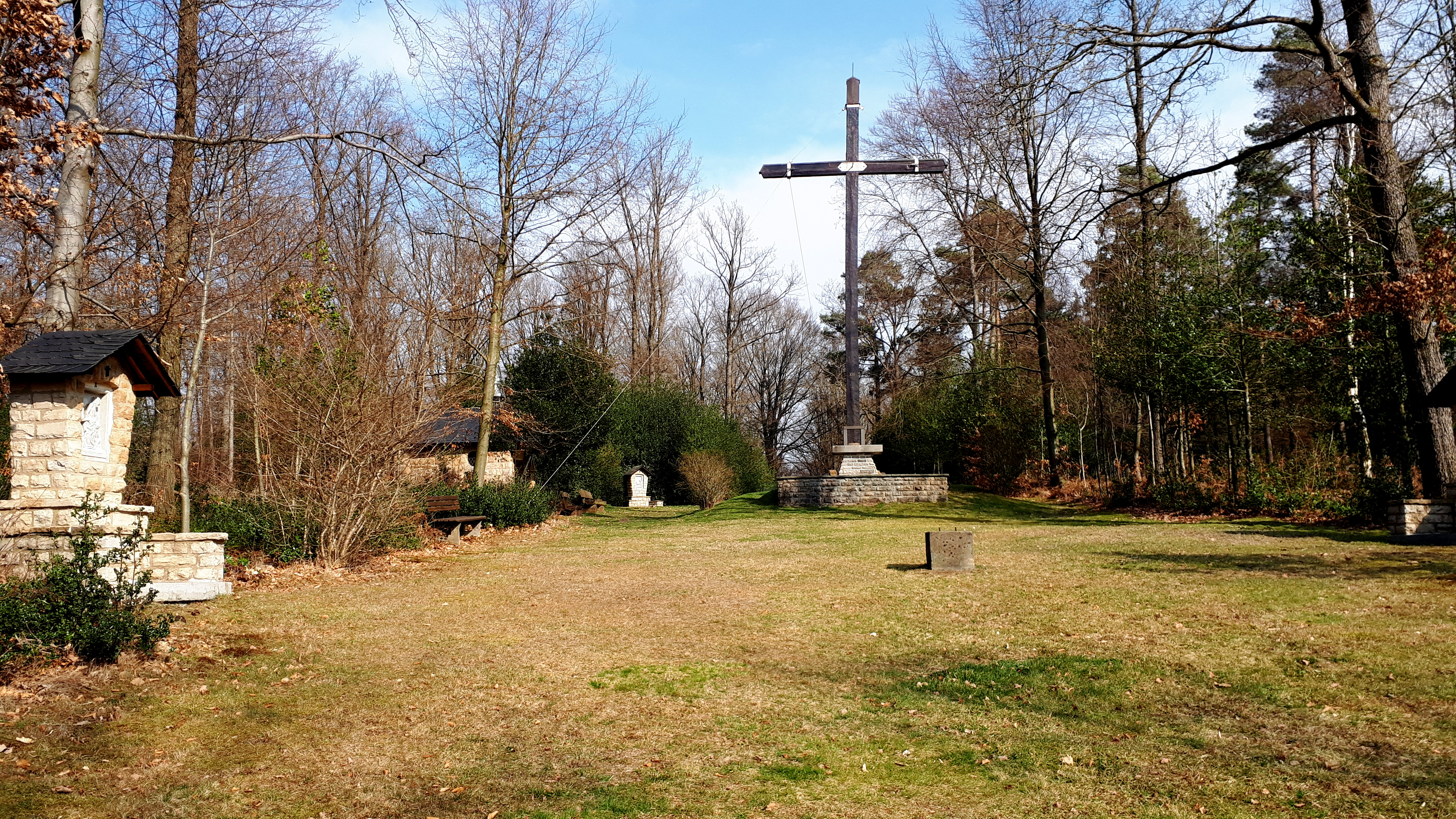
Kreuzweganlage Rott, Plateaufläche

Der Kreuzweg Rott ist eine öffentliche Kreuzweganlage auf dem Giersberg in Rott, einem Ortsteil von Roetgen in der Städteregion Aachen. Zu seinen Besonderheiten zählen die mit einem Friedenskreuz ausgestattete Station 12 sowie die als Kapelle ausgebaute Station 13. Die Anlage wurde in den 1950er-Jahren errichtet und im Jahr 2015 in ihrer Gesamtheit unter Denkmalschutz gestellt.

## Geschichte

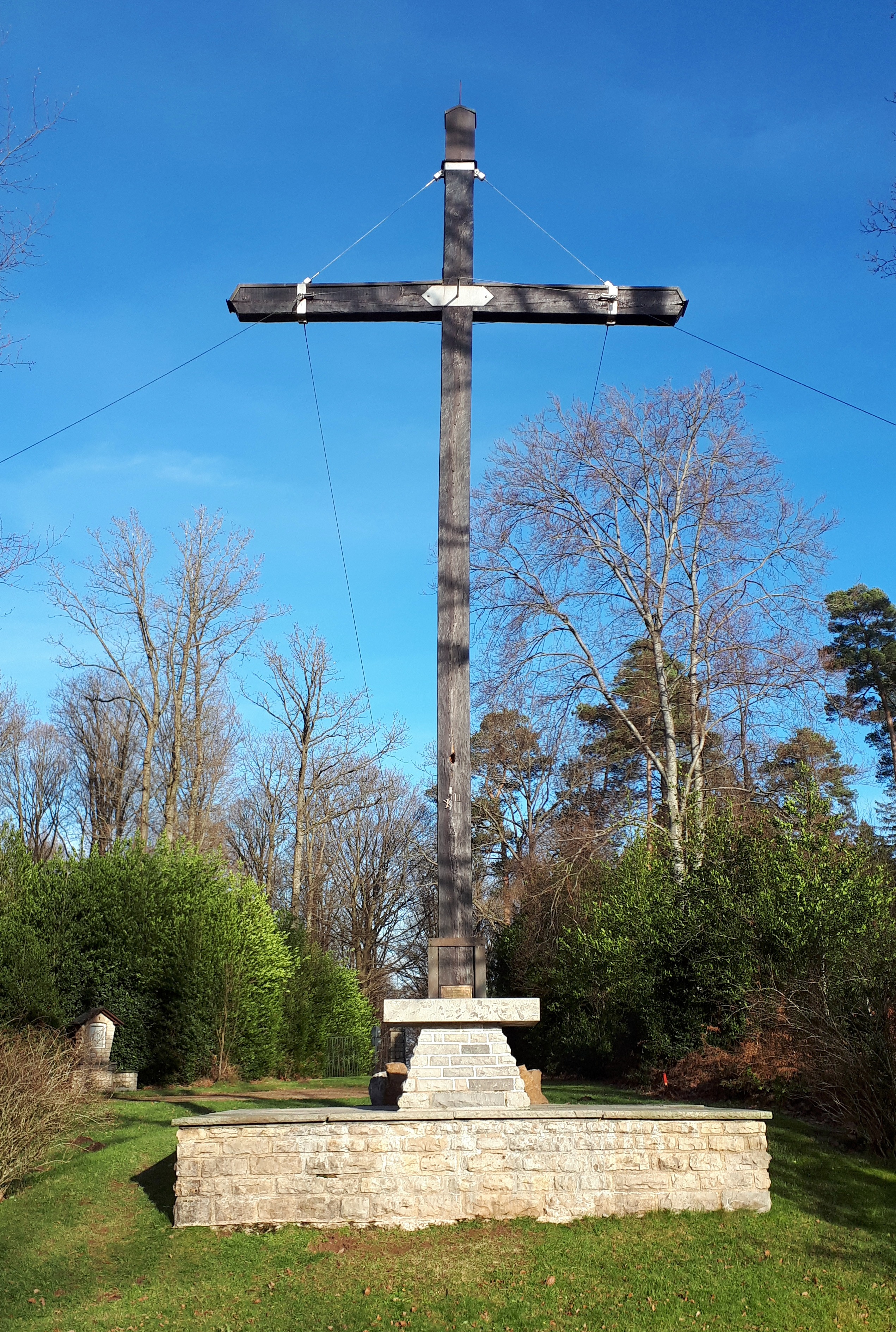
Hochkreuz

Aufgrund einer Initiative aus dem Jahr 1948 von Pater Laurentius Seibart, einem Franziskaner aus Hardenberg/Neviges, der in Rott eine Mission leitete, sollte aus Dankbarkeit dafür, dass der Ort vor der Zerstörung im Zweiten Weltkrieg verschont geblieben war, im angrenzenden Naturschutzgebiet Struffelt ein hohes Friedenskreuz errichtet werden. Der amtierende Ortsbürgermeister Johann Jungbluth (1905–1972) nahm den Gedanken auf und entschied Anfang 1950 zusammen mit seinem Gemeinderat, eine solche Gedenkstätte zu errichten, jedoch nicht im Struffelt, sondern wegen der besseren Sichtbarkeit vom Ort aus auf der näheren und markanten Anhöhe „Giersberg“ oberhalb des Lensbaches. Im benachbarten Zweifaller Wald wurde eine passende Eiche gefunden, aus der das 11,5 Meter hohe und 133 Zentner schwere Kreuz gezimmert und schwarz angestrichen werden konnte. Im September 1950 wurde es schließlich auf dem breiten Plateau des Giersbergs aufgestellt und an seinem Schaft mit einer Plakette mit der Gravur: „Im Kreuz ist Heil“ – „Zum Dank errichtet von der Gemeinde Rott 1950“ versehen.
Bürgermeister Jungbluth wollte dieses Kreuz jedoch nicht als Einzelobjekt so stehen lassen und beschloss ebenfalls mit seinem Gemeinderat, eine vollständige Kreuzweganlage errichten zu lassen, in der das Hochkreuz als 12. Station integriert werden sollte. Nachdem er Spendenzusagen von Bürgern aus dem Ort, Unterstützern aus Politik und Wirtschaft und sogar von Einzelpersonen aus Amerika erhalten hatte, wurde noch im gleichen Jahr 1950 mit der Planung durch den Architekten Alfred Polczyk und dem Bau der Kreuzweganlage begonnen.
Mit Hilfe von Fachfirmen und freiwilligen Helfern aus dem Ort wurde zunächst eine breite Forstschneise mit Niedrighölzern vom Uferweg des Lensbachs aus bis zur Giersberganhöhe hergerichtet und mit einem gestuften Serpentinenweg zum Plateau hoch gezogen. Der Eingangsbereich am Fuße des Berges erhielt eine Brüstungsmauer, in der ein breiter Durchgang eingelassen wurde, der mit einer schmiedeeisernen doppelflügeligen Tür ausgestattet ist, über der ein schmiedeeisernes Band mit der Inschrift „In Cruce Salus“ die beiden Torpfeiler verbindet. Die ersten fünf Kreuzwegstationen wurden an einzelnen Kehren des Serpentinenweges aufgestellt, die restlichen beiderseits der Hochfläche auf dem breiten Plateau des Giersbergs.
Bis auf die Stationen 12 und 13 wurden die Kreuzwegstationen jeweils in Form eines Bildstocks gestaltet, mit Bruchsteinen aus einem Steinbruch in Aachen-Sief aufgebaut und mit Reliefplatten aus Blaustein aus dem belgischen Raeren versehen, die von dem Bildhauer Clemens Winkhold (1896–1974) mit den entsprechenden Stationsmotiven nach Vorstellungen des Religionsphilosophen Romano Guardini künstlerisch ausgestaltet worden waren. Die Station 12 mit dem Friedenskreuz erhielt einen breiten vorgebauten Altarsockel mit einem aufgesetzten Altartisch, beide aus Bruchstein, und die Station 13 wurde als Kapellenbau besonders hervorgehoben. Der rückwärtige Ausgang auf dem Plateau in Richtung Gemeindewald wurde wie beim talseitigen Eingang mit einer kleinen Bruchsteinmauer markiert, in der zwischen zwei hohen Pfeilern ebenfalls ein schmiedeeisernes doppelflügeliges Tor eingebaut ist.
Die Fertigstellung der Kreuzweganlage inklusive der Gestaltung des Berghangs sowie des Plateauplatzes erfolgte im Jahr 1959. Seit 2013 sorgt der in jenem Jahr gegründete „Verein der Freunde und Förderer der Kreuzweganlage Rott e. V.“ für die Pflege und Instandhaltung der gesamten Anlage. Schließlich wurde diese am 23. Oktober 2015 nach Antragstellung aus dem Jahr 2003 in die Denkmalschutzliste der Unteren Denkmalbehörde aufgenommen. Zugleich wurde die künstlerische Leistung des Bildhauers Winkhold durch den Landeskonservator Bonn begutachtet und als handwerklich-künstlerisch im romanischen Stil bewertet. Bereits seit 1953 ist die Kreuzweganlage Zielort der Quirinuswallfahrt der Katholischen Arbeitnehmer-Bewegung (KAB) im Rahmen der jährlichen Rotter Quirinus-Oktav am Samstag vor dem ersten Sonntag im September.

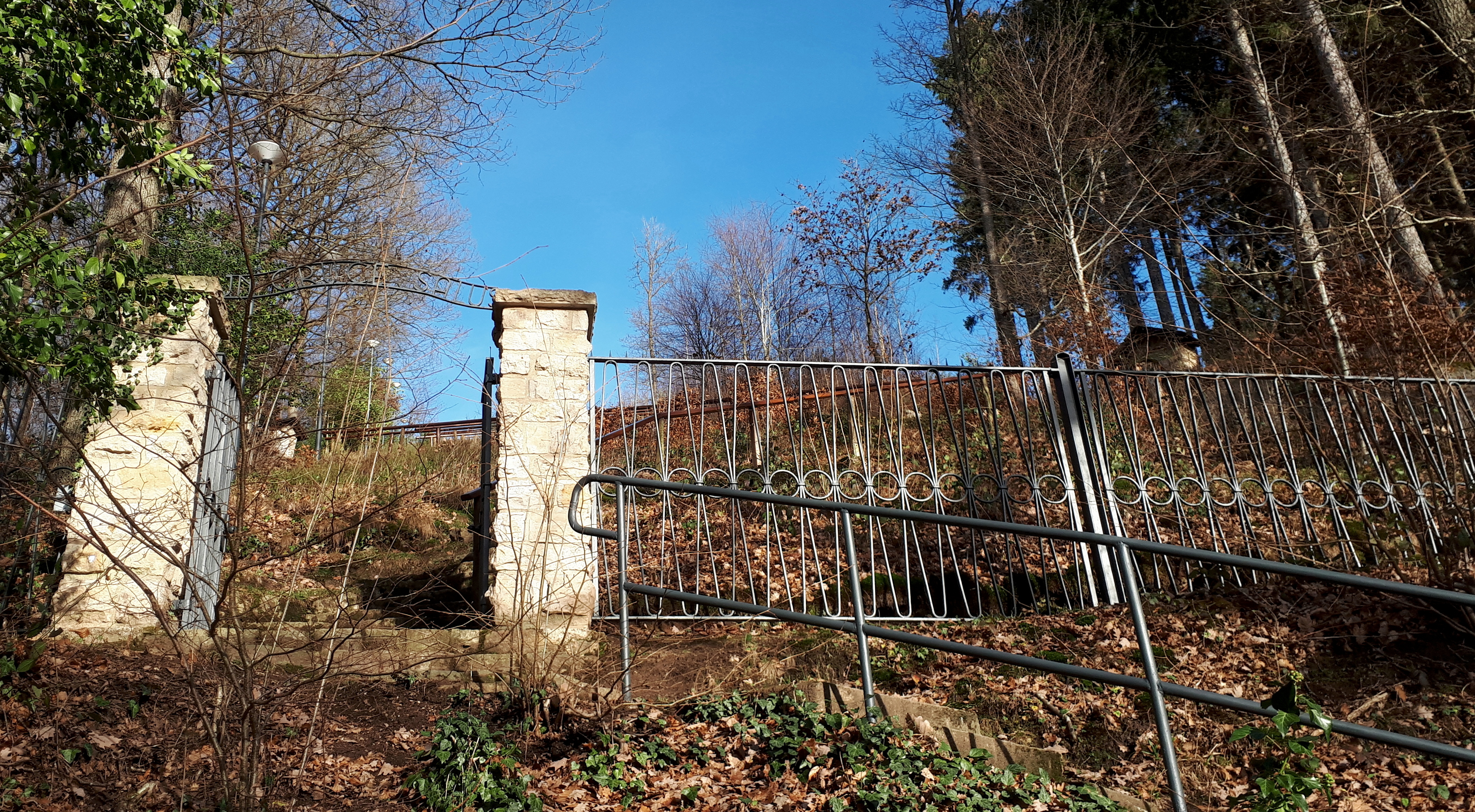
Eingang Lensbachtal
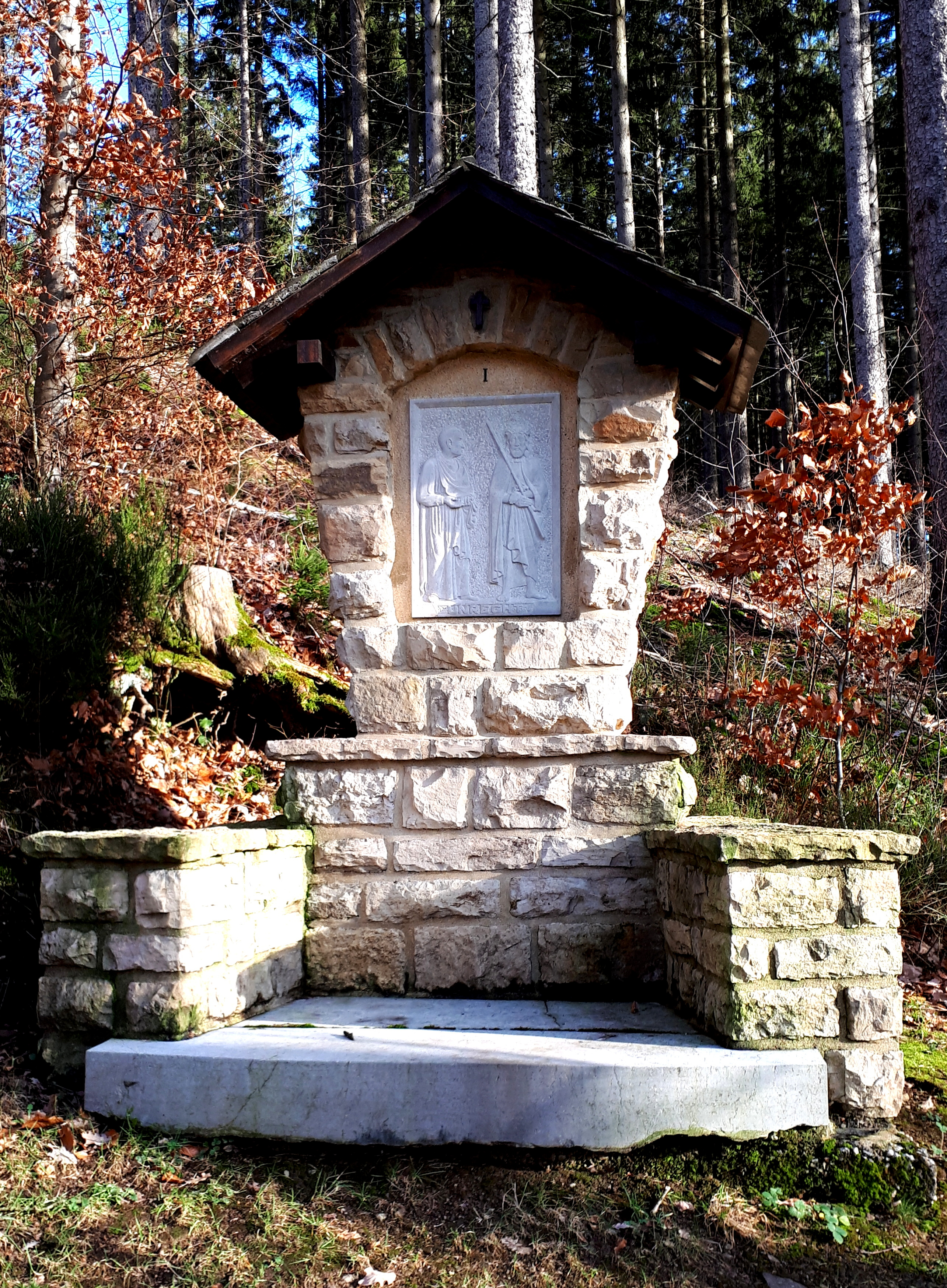
Station I – „Ungerecht“
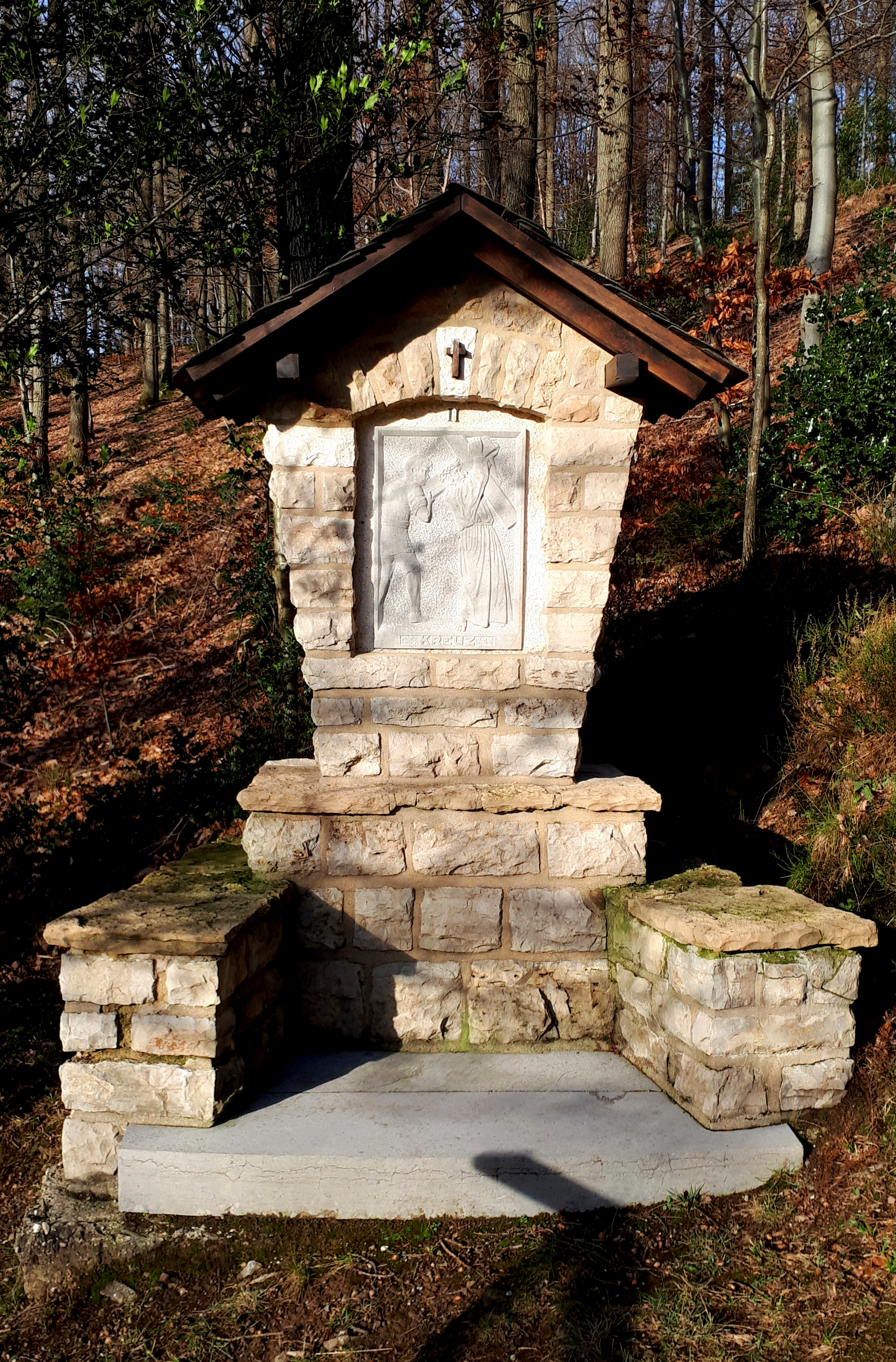
Station II – „Kreuz“
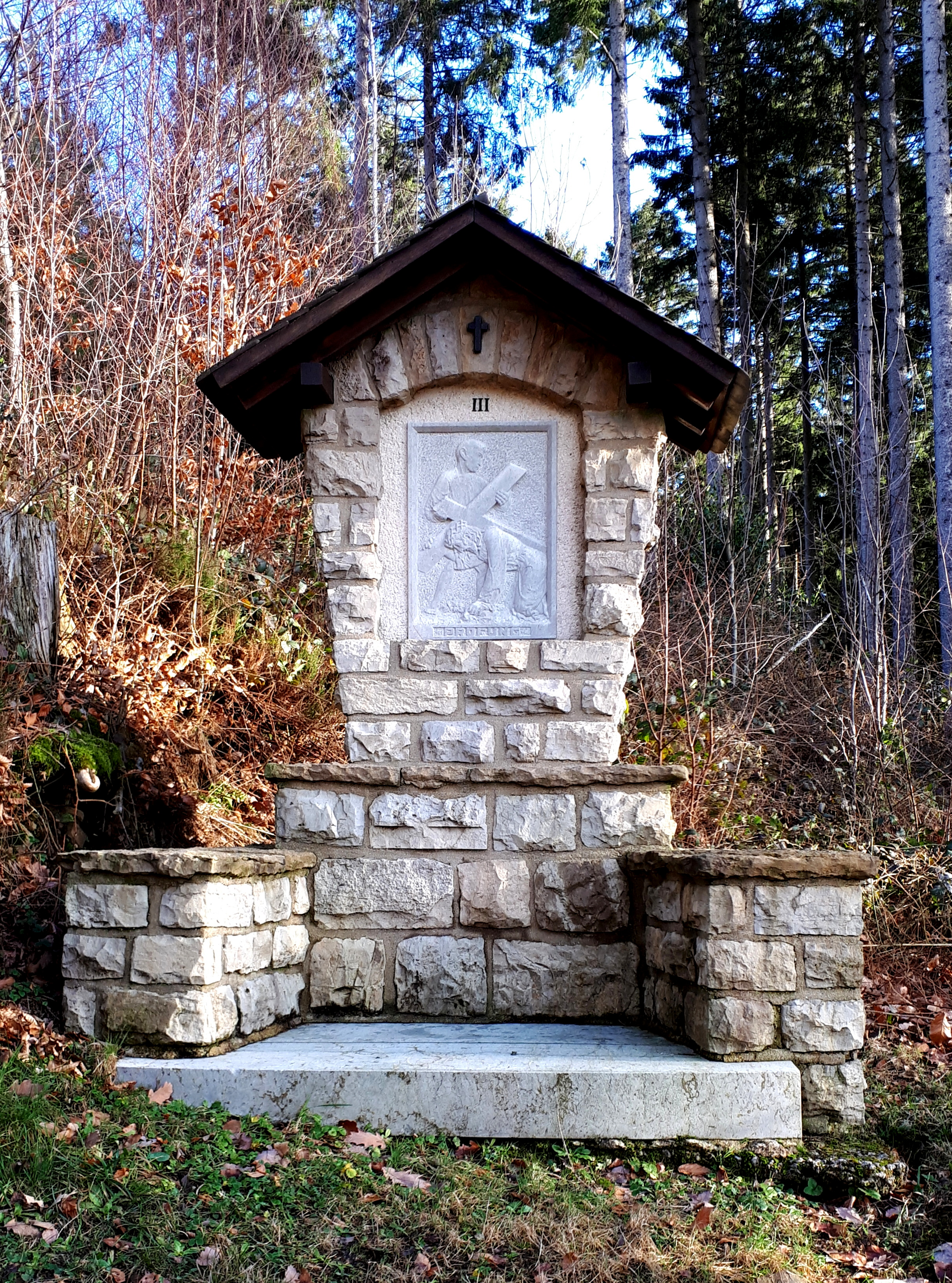
Station III – „Prüfung“
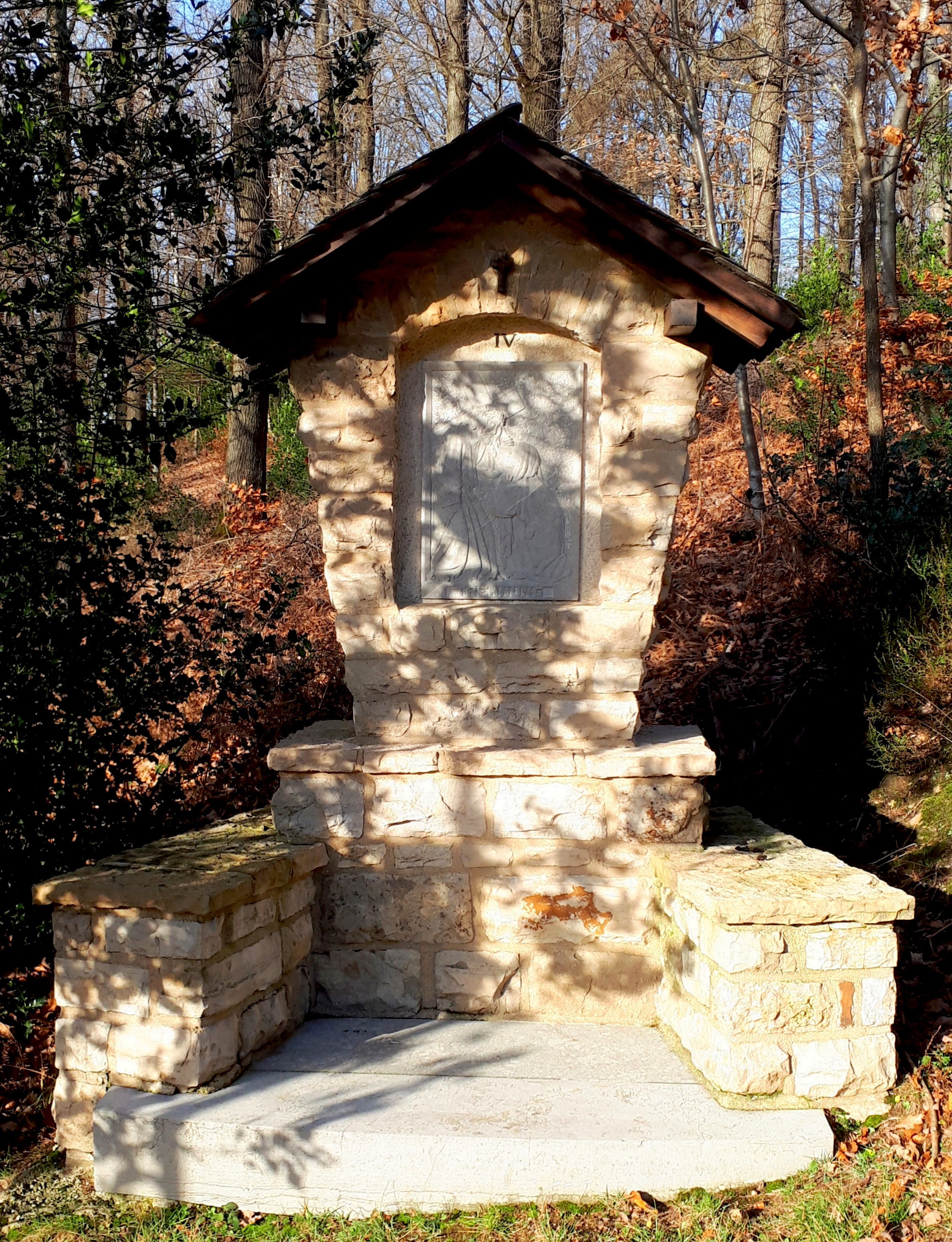
Station IV – „Trennung“
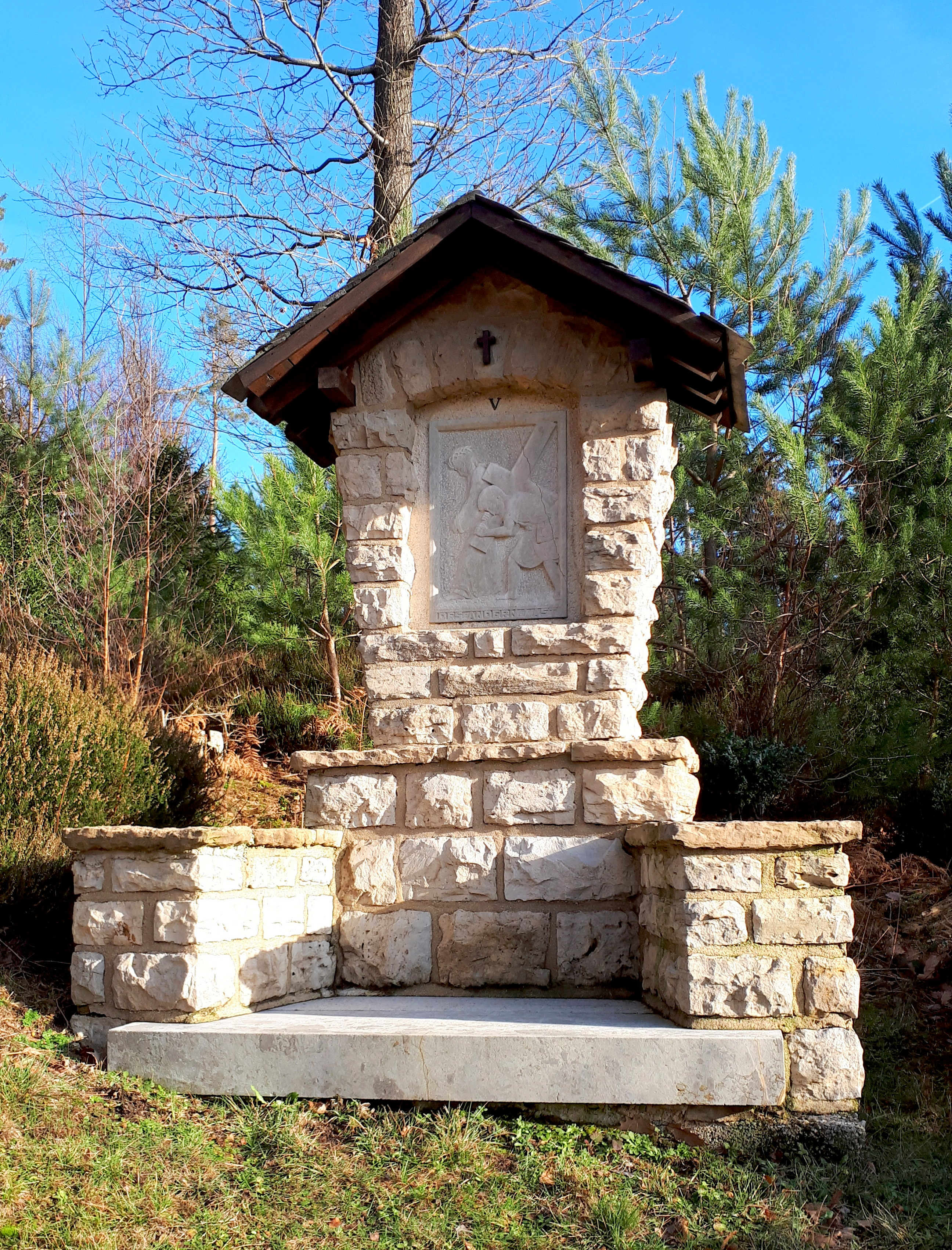
Station V – „Des anderen Last“
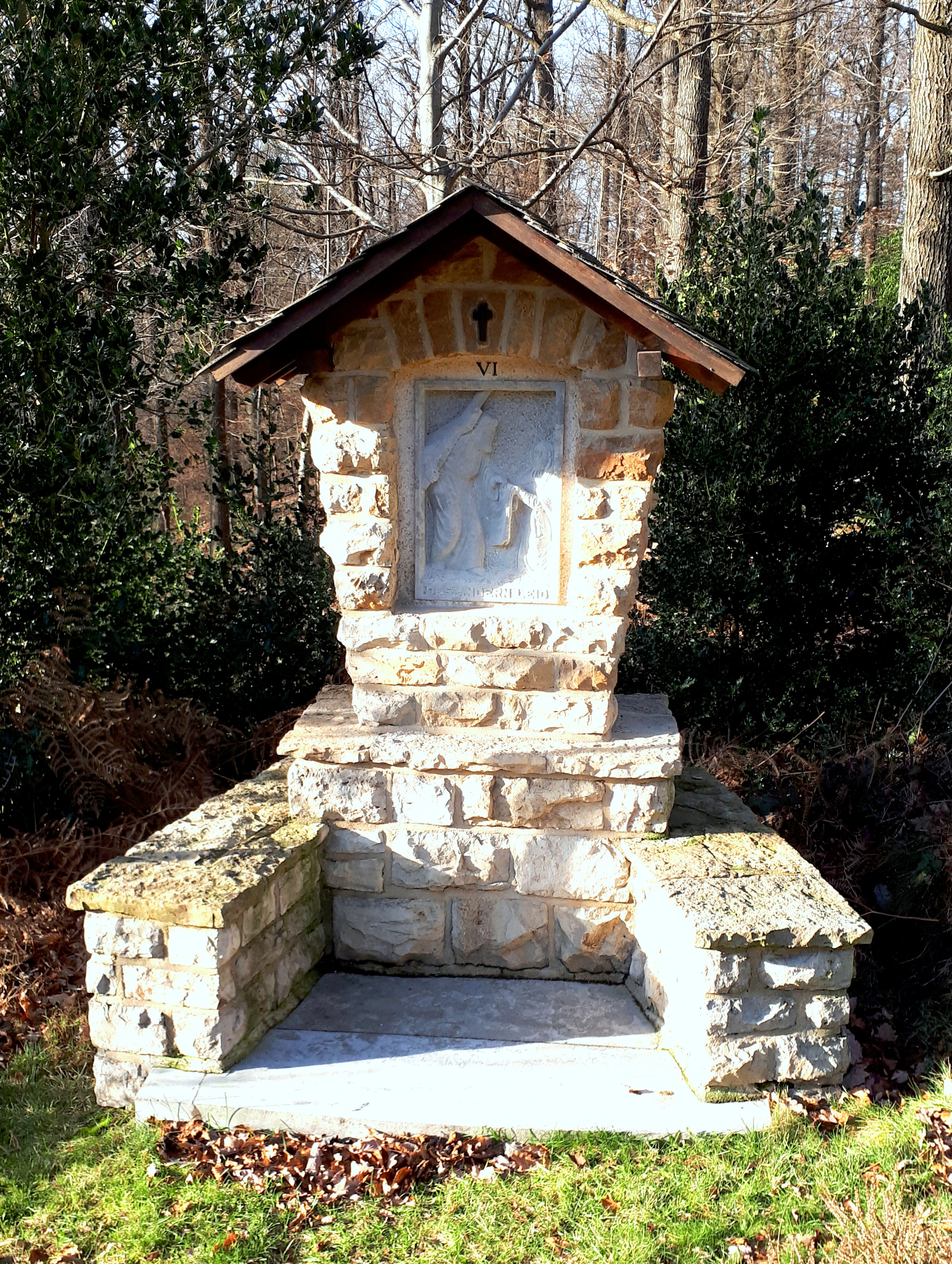
Station VI – „Des anderen Leid“
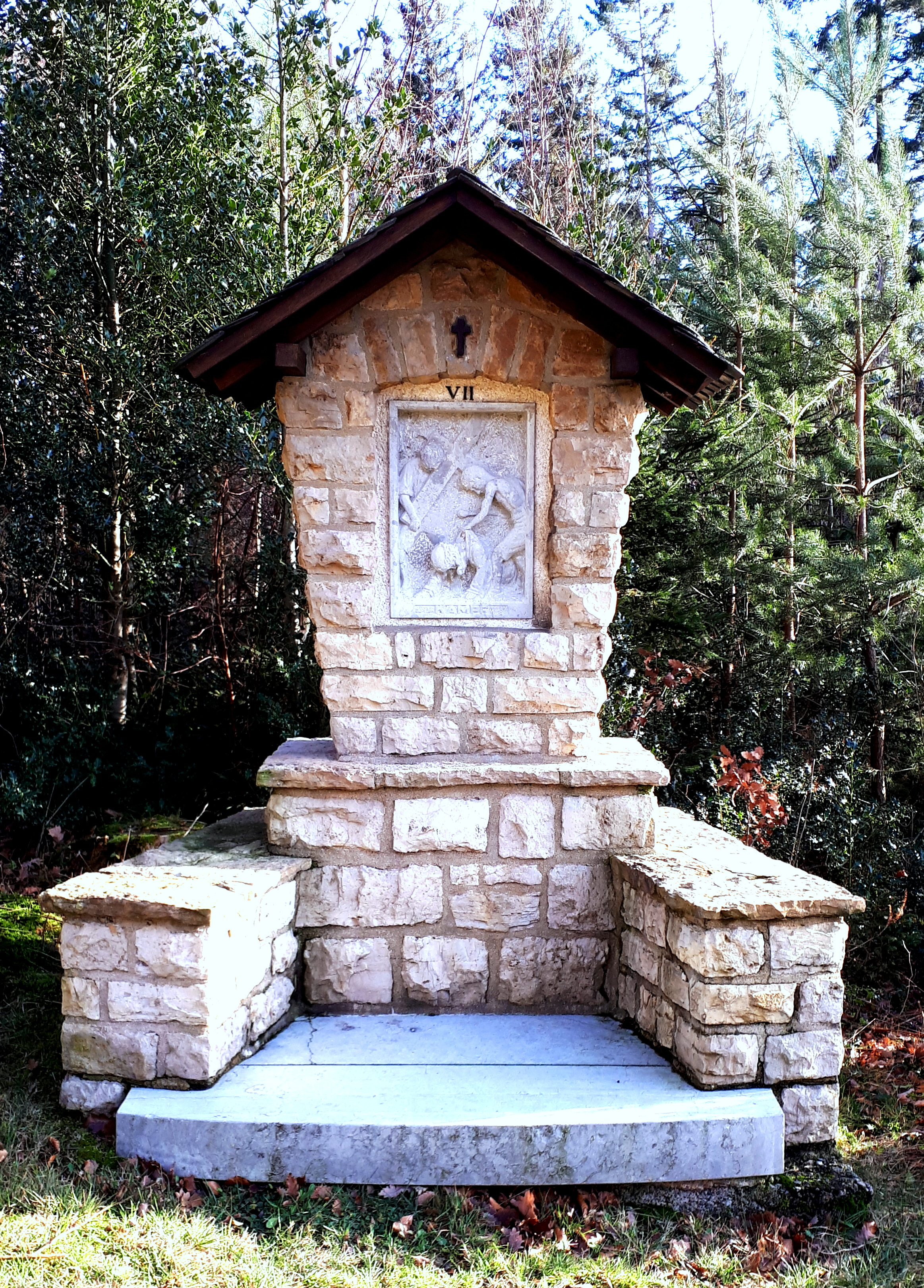
Station VII – „Kampf“
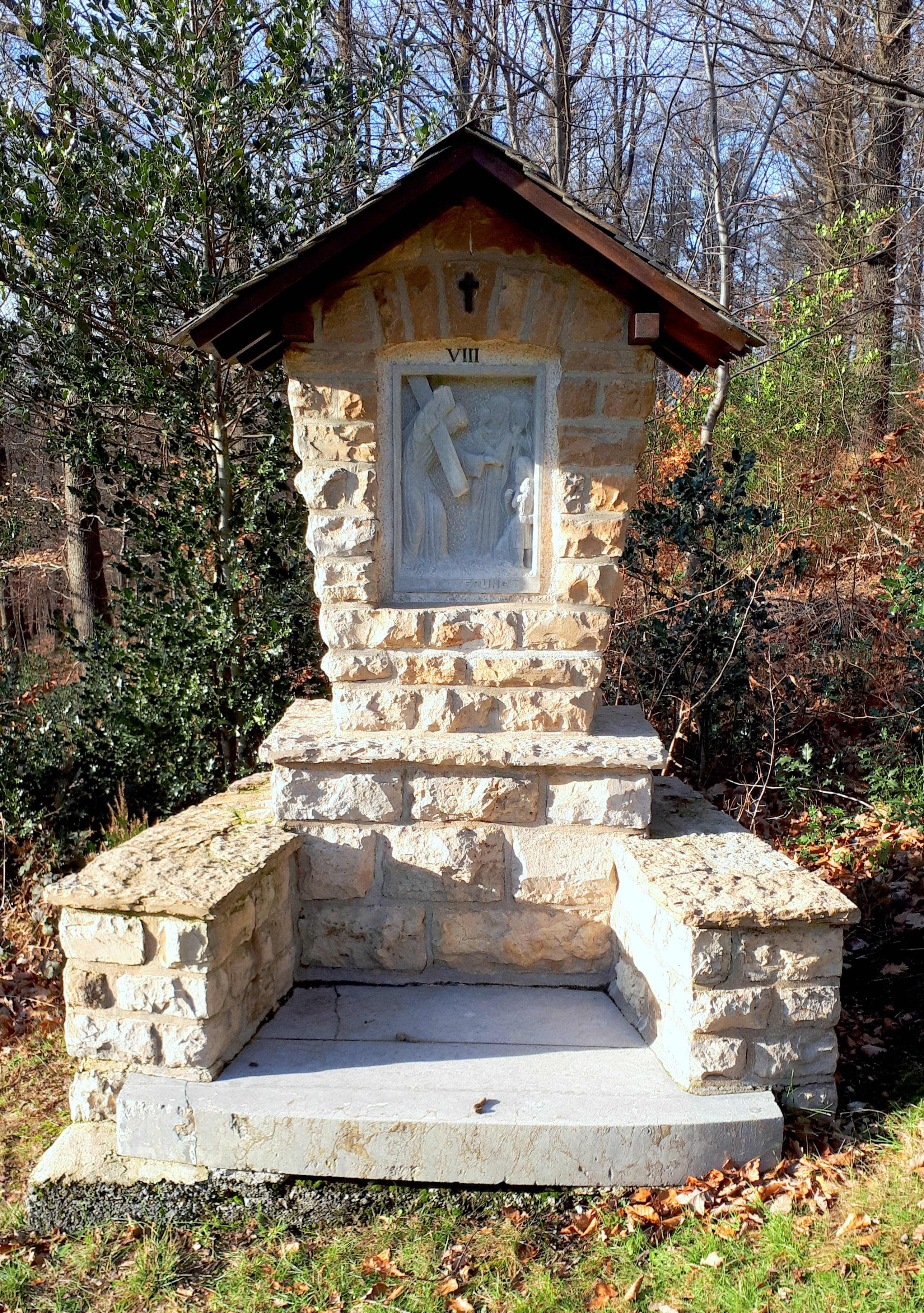
Station VIII – „Läuterung“
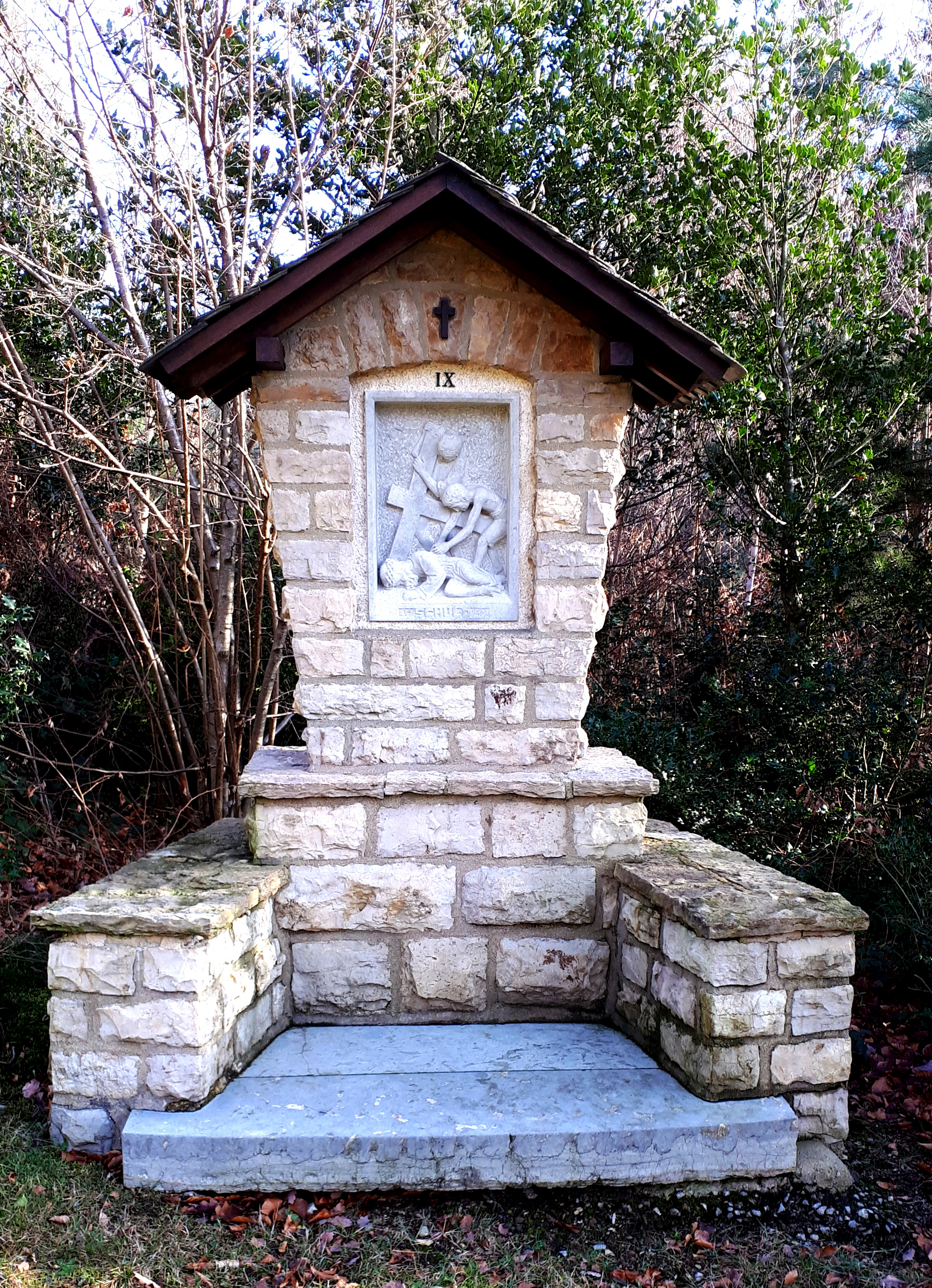
Station IX – „Schuld“
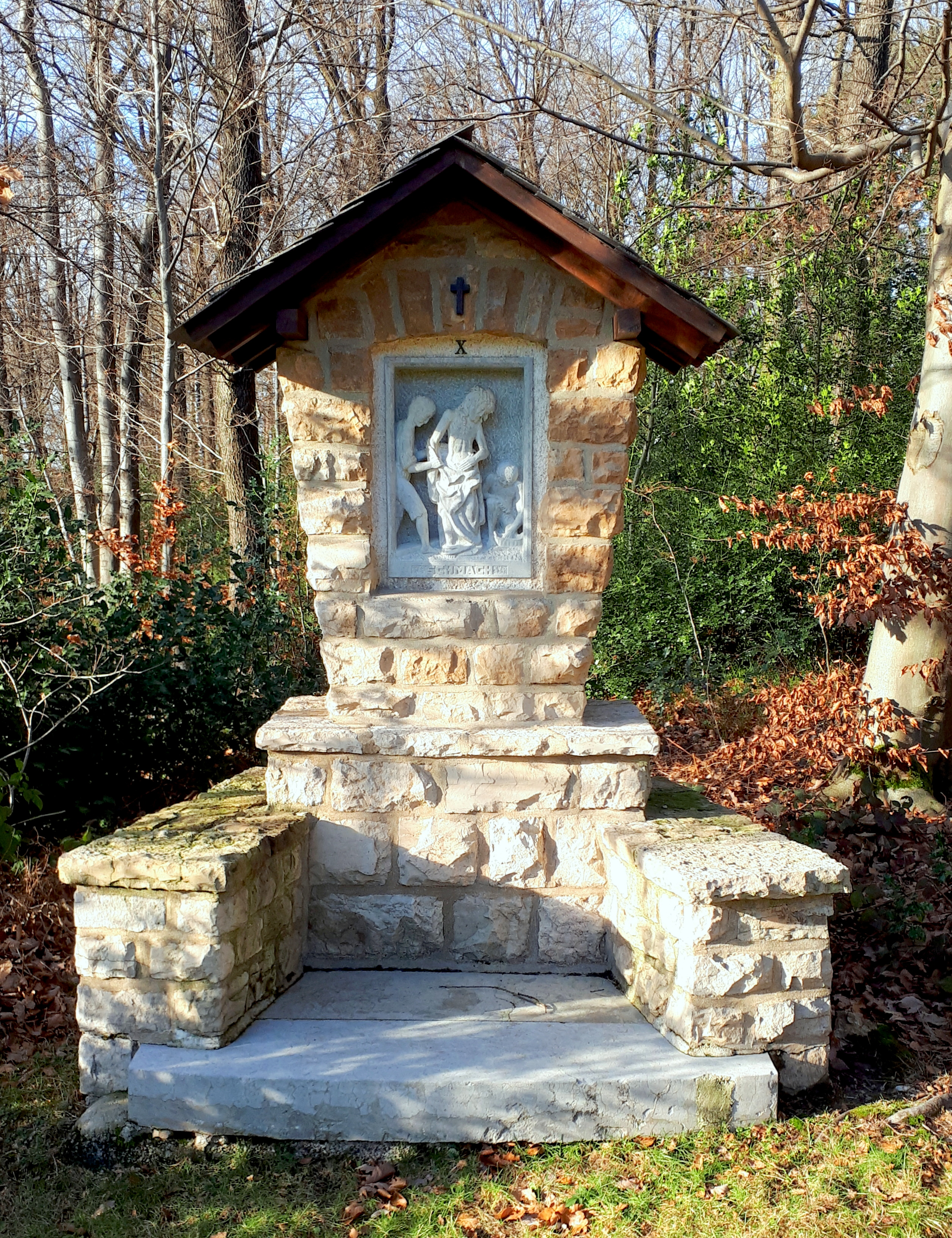
Station X – „Schmach“
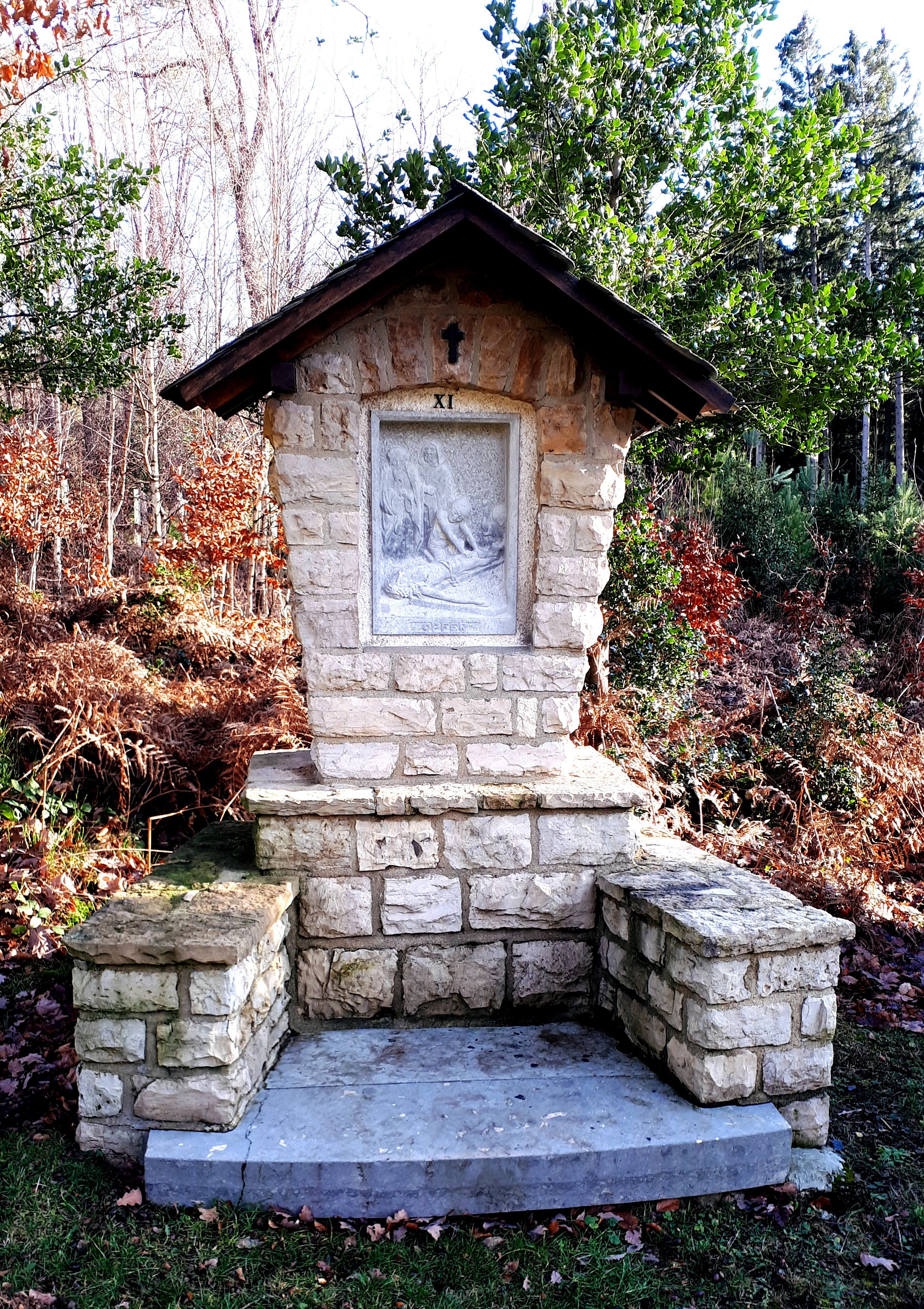
Station XI – „Opfer“
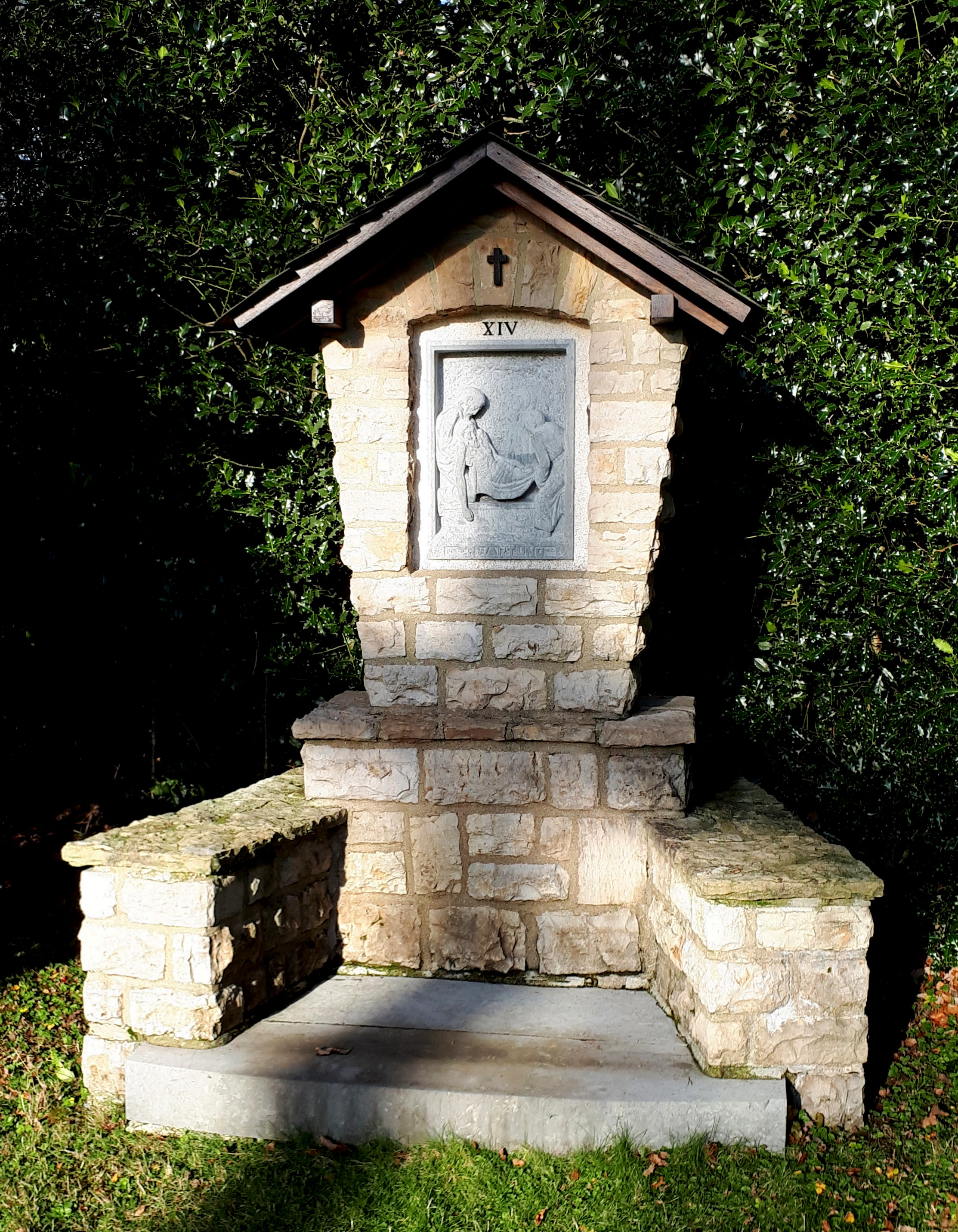
Station XIV – „Erwartung“

### Giersbergkapelle

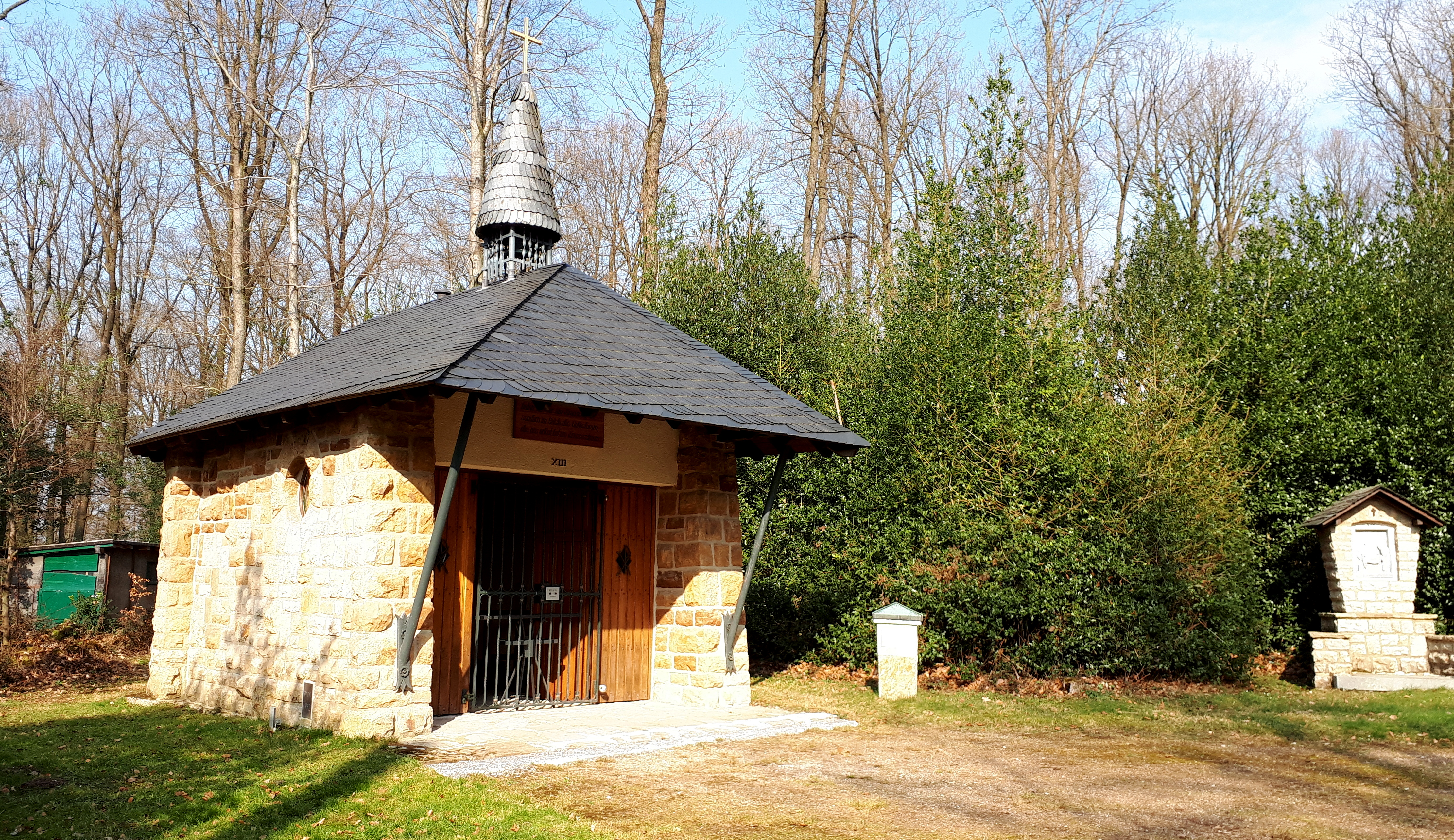
Giersbergkapelle

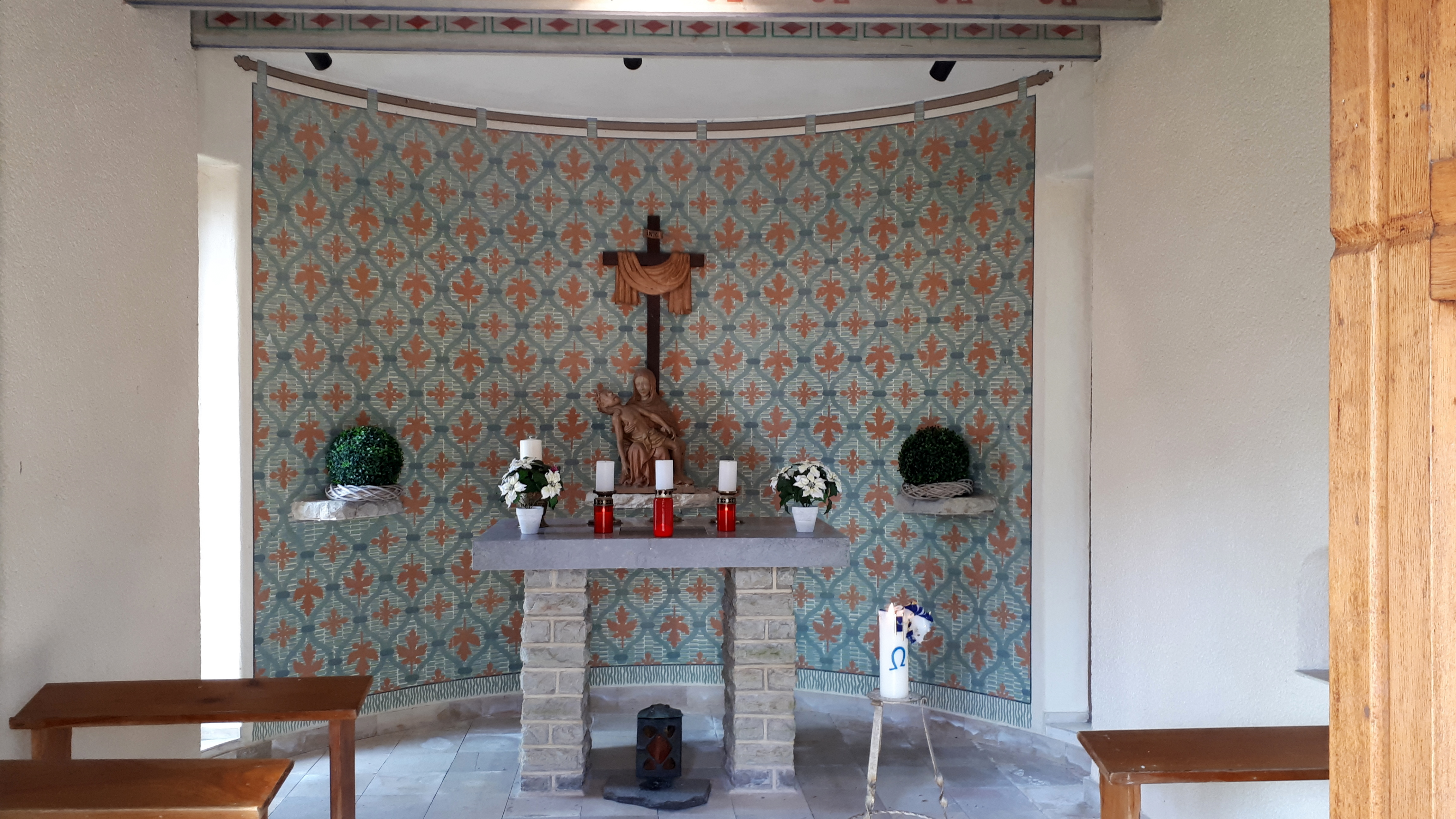
Innenansicht

Die als 13. Station des Kreuzweges schlicht gestaltete Kapelle hat einen leicht rechteckigen Grundriss mit einer rückseitig kleinen Apsis. Ihre Seitenwände und die Rückwand sind in Bruchsteinbauweise errichtet, in der je Seite ein kleines Rundfenster für den Einfall von etwas Licht im Innern sorgt. Der Eingangsbereich wird von zwei seitlichen breiten Holzvertäfelungen mit aufgesetztem eisernem Christusmonogramm markiert, zwischen denen eine geöffnete hölzerne Doppelflügeltür mit vorgebautem schmiedeeisernen Schutzgitter den Blick in die Kapelle ermöglicht. Auf dem breiten Türsturz ist die Stationszahl XIII aufgetragen und eine Holztafel mit einem biblischen Sinnspruch angebracht.
Die Kapelle ist mit einem weit vorkragenden Walmdach abgedeckt, auf dem im vorderen Firstbereich ein kleiner quadratischer Glockenturm eingelassen ist. Dieser besteht im unteren Bereich aus einem schmiedeeisernen offenen Gittergerüst, das von einem spitzen Runddach mit einem kleinen aufgesetzten Kreuz abgedeckt ist. In diesem Glockentürmchen befindet sich eine Glocke aus der Glockengießerei Petit & Gebr. Edelbrock in Gescher, die im Jahr 1954 gegossen und mit einer Gravur auf den Namen Merith Christiane Maria Neumann, eine Tochter des Stifters Hans Albert Neumann, anlässlich ihrer Geburt wurde.
Die Innenausstattung der Kapelle ist eher schlicht gestaltet und besteht im Wesentlichen aus einem kleinen Altartisch mit einer Blausteinplatte auf Bruchsteinfüßen und dazwischen einer Laterne für das Ewige Licht. Auf einem Sockel im Halbrund der Apsis ruht eine künstlerisch gestaltete Pietà des Bildhauers Winkhold, dahinter ein braunes Holzkreuz mit symbolisch umgehängtem Tuch. Einige wenige kleine Bänke und Dekorationsobjekte, darunter temporäre Installationen wie beispielsweise eine Weihnachtskrippe oder eine Osterkerze runden das Ensemble im Innern ab.

## Instandhaltung
Als Außenanlage ist der Kreuzweg Rott ständigen Witterungs- und Natureinflüssen ausgesetzt, die regelmäßige Instandsetzungsarbeiten zur Folge haben. So musste unter anderem 1997 das Hochkreuz saniert werden, nachdem Spechte für größere Schäden am Stamm gesorgt hatten. Zugleich erhielt das Kreuz neue Verankerungen aus Edelstahlkonstruktionen. Erneut 2015 mussten Fäulnis- und Rissschäden sowie Aushöhlungen am Kreuz beseitigt werden.
Eine Grundsanierung der Kapelle erfolgte erstmals 2008, nachdem Sturmböen das Spitzdach des Glockenturms ebenso wie das gesamte Kapellendach beschädigt hatten. Dabei wurden zudem Fäulnisschäden im Holzgebälk entdeckt, die eine umfangreichere Dachsanierung mit Moselschiefer nötig machten, die in den Jahren 2012 und 2019 wiederholt werden musste.
Nach einem Regenwasserschaden im Kapelleninneren im Jahr 2014 musste die dortigen Flächen, vor allem die Altardeckenfläche, neu gestaltet, beigeputzt und gestrichen werden.
Ein Jahr später waren Sanierungsarbeiten an den Bildstöcken der Stationen sowie am Freialtar vor dem Hochkreuz erforderlich, Fugen mussten neu geschlossen und Steine ausgetauscht werden.
Darüber hinaus sind regelmäßige jährliche Forstarbeiten wie die Pflege des Hangs und der großen Plateaufläche sowie der Umfassungsmauern mit den Ein- und Ausgangsbereichen zu tätigen, um sowohl ein Zuwachsen als auch Wildschäden zu verhindern. Eine größere Sanierung erhielt im Jahr 2001 der Serpentinenaufstieg, der neu aufgestuft werden musste und dabei mit 70 zusätzlichen Stufen aus Naturstein sowie einem neuen hölzernen Handlauf versehen wurde. Darüber hinaus wurde 2020 auf der Plateaufläche eine neue Informationstafel mit allen historischen und finanziellen Details der gesamten Kreuzweganlage aufgestellt.